# Parus afer
Melaniparus afer é uma espécie de ave da família Paridae.
Pode ser encontrada nos seguintes países: Lesoto e África do Sul.
Os seus habitats naturais são: matagal árido tropical ou subtropical e matagais mediterrânicos.